# Slaget vid Mewe
Slaget vid Mewe var ett slag under det andra polska kriget, mellan Sverige och Polen den 21 september 1626. Sverige vann. På Sveriges sida kämpade bland andra Axel Oxenstierna.